# Exechiopsis porrecta
Exechiopsis porrecta är en tvåvingeart som först beskrevs av Ostroverkhova 1977.  Exechiopsis porrecta ingår i släktet Exechiopsis och familjen svampmyggor. Inga underarter finns listade i Catalogue of Life.